# دوري كرة القدم الأمريكية 1958–59
دوري كرة القدم الأمريكية 1958–59 هو موسم من دوري كرة القدم الأمريكية ‏. فاز فيه نيويورك هكوة ‏.